# José de Rojas Galiano
José de Rojas Galiano (Alacant, 16 d'octubre de 1850 - 11 de juliol de 1908) fou un aristòcrata i polític valencià, VIII marquès de Bosc d'Ares, V comte de Casa Rojas i VII comte de Torrellano, diputat i senador a les Corts Espanyoles durant la restauració borbònica.

## Biografia
Estudià amb els jesuïtes d'Oriola i es llicencià en dret a la Universitat de València, però no exercí i es dedicà a administrar el patrimoni familiar a Baix Segura, Elx i l'horta d'Alacant. El 1888 heretà del seu pare el títol i vora un centenar de finques.
El 1878 fou diputat provincial per Elx, secretari de la Diputació d'Alacant el 1880 i el 1882 i fiscal municipal d'Alacant (1881-1883). Alhora, fou membre del Partit Liberal Conservador i fou elegit diputat pel districte d'Alacant a les eleccions generals espanyoles de 1884, 1891 i 1896. El 1897 fou nomenat Gran d'Espanya i comte de Torellano, i esdevingué propietari del diari La Monarquía, òrgan del Partit Conservador. Tanmateix, tenia poc interès per la política professional i a la mort de Cánovas del Castillo abandonà la política activa, després d'obtenir el 1898 el títol de senador per dret propi.